# マーシャル・ゴールドマン
マーシャル・アーウィン・ゴールドマン（Marshall Irwin. Goldman、1930年 - 2017年8月2日）は、アメリカ合衆国の経済学者、ウェルズリー大学名誉教授。専門はロシア経済論。ロシア系ユダヤ人出身。

## 略歴
1930年、ロシアから移住したユダヤ系の家庭に生まれる。
1952年ペンシルベニア大学ウォートン・スクール修了、ハーバード大学大学院で修士号（1956年）、博士号（スラヴ研究、1961年）を取得。1958年からウェルズリー大学で教鞭をとった。1977年よりモスクワ大学客員教授。1976年から2006年までハーバード大学ロシア・ユーラシア研究所（デイヴィス・センター）副所長を務める。
冷戦期からロシアでのフィールドワークを行ない、政財界・官界とも幅広く接触、研究と各種マスコミにおける時事評論の両面で活躍した。1991年、アメリカ芸術科学アカデミーのフェローに選出される。

## 著書

### 単著
- Soviet Marketing: Distribution in a Controlled Economy, (Free Press of Glencoe, 1963).

久本三朝男訳『ソヴェトマーケティング――統制経済下の流通』（アクセス21出版, 1996年）
- Soviet Foreign Aid, (Praeger, 1967).
- The Soviet Economy: Myth and Reality, (Prentice-Hall, 1968).
- The Spoils of Progress: Environmental Pollution in the Soviet Union, (MIT Press, 1972).

都留重人監訳『ソ連における環境汚染――進歩が何を与えたか』（岩波書店, 1973年）
- Detente and Dollars: doing Business with the Soviets, (Basic Books, 1975).
- The Enigma of Soviet Petroleum: half-Full or half-Empty, (Allen & Unwin, 1980).
- U.S.S.R. in Crisis: the Failure of an Economic System, (Norton, 1983).

小川和男監訳『危機に立つソ連経済――スターリン型モデルの破産』（時事通信社, 1983年）
- Gorbachev's Challenge: Economic Reform in the Age of High Technology, (W.W. Norton, 1987).

大朏人一訳『ゴルバチョフの挑戦――ハイテク時代の経済改革』（岩波書店, 1988年）
- What Went Wrong with Perestroika: The Rise and Fall of Mikhail Gorbachev, (W.W. Norton, 1991, Update ed.,1992).
- Lost Opportunity: Why Economic Reforms in Russia have not worked, (W.W. Norton, 1994).
- Lost Opportunity: What Has Made Economic Reform in Russia So Difficult? (Norton, 1996) .
- The Piratization of Russia: Russian Reform goes awry, (Routledge, 2003).

鈴木博信訳『強奪されたロシア経済』（日本放送出版協会, 2003年）
- Petrostate: Putin, Power, and the New Russia, (Oxford University Press, 2008).

鈴木博信訳『石油国家ロシア――知られざる資源強国の歴史と今後』（日本経済新聞出版社, 2010年）

### 編著
- Comparative Economic Systems: a Reader, (Random House, 1964, 2nd ed., 1971).
- Controlling Pollution: the Economics of a Cleaner America, (Prentice-Hall, 1967).
- Ecology and Economics: Controlling Pollution in the 70s, (Prentice-Hall, 1972).

### 共編著
- Jewish Life after the USSR, co-edited with Zvi Gitelman and Musya Glants, (Indiana University Press, 2003).